# Perfluorodecalina
La perfluorodecalina es un compuesto químico, específicamente un fluorocarbono con la fórmula química C10F18. Es un derivado de la decalina en la cual todos los átomos de hidrógeno son reemplazados por átomos de flúor. Es química y biológicamente inerte, y es estable hasta 400 °C. Varias aplicaciones hacen uso de su habilidad para disolver gases.

## Manufactura
Comercialmente, la perfluorodecalina es manufacturada mediante una fluoración con fluoruro de cobalto (III) (el proceso de Fowler). El material de partida preferido es tetralina, que tiene menos hidrógenos que la misma decalina, lo que hace que requiera de menos flúor, y es un líquido a diferencia del naftaleno, así que es manejada más fácilmente. Para la mayoría de las aplicaciones, se requieren varios pasos de purificación después de la reacción.

## Isómeros
La perfluorodecalina exhibe isomería cis-trans, debido a que los átomos de flúor en el puente de átomos de carbono terciarios pueden estar ya sea del mismo lado (isómero cis) o en lados opuestos (isómero trans). Ambos isómeros son química y biológicamente inertes, y son muy similares en sus propiedades físicas. La diferencia más notable se encuentra en el punto de fusión, el cual es de -3.6 °C para el isómero cis, +18 °C para el isómero trans, y -6.7 °C para una mezcla 50/50.

cis
trans

## Aplicaciones médicas
De todos los perfluorocarbonos, la perfluorodecalina ha tenido probablemente el mayor interés en aplicaciones médicas. La mayoría de las aplicaciones utilizan su habilidad para disolver grandes cantidades de oxígeno, 100 ml de perfluorodecalina a 25 °C disolverán 49 ml de oxígeno en condiciones estándar.
La perfluorodecalina fue un ingrediente en el Fluosol, un sustituto de sangre desarrollado por la corporación Green Cross en los años 1980s. También está siendo estudiada para su uso en respiración en líquido. Puede ser aplicada tópicamente, para proveer oxígeno extra a una localización específica, para acelerar el sanado de una herida. Se pueden almacenar órganos y tejidos para que duren más en perfluorodecalina oxigenada; el "método de doble capa" (TLM) utiliza perfluorodecalina y Viaspan para preservar tejidos para trasplantes de páncreas.

## Otras aplicaciones
Debido a su capacidad de almacenar gases, la perfluorodecalina ha sido usada para mejorar el reparto de oxígeno durante el cultivo celular. También se ha demostrado que mejora dramáticamente la resolución microscópica in vivo de tejidos que contienen espacio aéreo tales como el mesófilo. El montar hojas en perfluorodecalina mejora significativamente las cualidades ópticas de la hoja, permitiendo así imágenes de alta resolución con un doble de profundidad en el mesófilo, comparado con el uso de agua. El impacto fisiológico de montar el espécimen en perfluorodecalina es también mínimo comparado al del agua.